# 近地天體監測衛星
近地天體監測衛星（Near Earth Object Surveillance Satellite）是一顆加拿大微型衛星，使用15公分孔徑 f/5.88馬克蘇托夫望遠鏡（類似於MOST太空船上的望遠鏡），具有3軸穩定功能，在約100秒的曝光時間內可實現約2角秒的指向穩定性。
近地天體監測衛星由加拿大太空總署 (CSA) 和加拿大國防研究與發展局 (DRDC) 資助，並在太陽距角45至55度、緯度+40至-40 度之間搜尋地球內部軌道 (IEO) 小行星。

## 設備
近地天體監測衛星是一顆手提箱大小的微型衛星，尺寸為137×78×38公分（54×31×15英吋），包括望遠鏡擋板在內，重74公斤（163磅）。近地天體監測衛星由放置在其框架六面的砷化鎵太陽能電池供電；整個太空船的功耗約為80瓦，其中總線核心系統平均功耗為45瓦。近地天體監測衛星使用微型反作用輪進行穩定和姿態控制，並使用磁力矩桿透過推地球磁場來釋放多餘的動能，因此運行無需燃料。
近地天體監測衛星唯一的儀器是15公分（5.9吋）的馬克蘇托夫望遠鏡，視場角0.86度，焦比f/5.88。入射光被分割並聚焦在兩個被動冷卻的1024×1024像素CCD上，一個用於NESS和HEOSS項目，另一個用於太空船的恆星追蹤器。由於望遠鏡瞄準的目標距離太陽相對較近，因此它包含一個擋板來保護探測器免受強烈陽光的影響。這台科學相機需要100秒的曝光時間，使其能夠偵測到低至20等的天體。近地天體監測衛星的姿態控制使其能夠在整個100秒的曝光時間內保持小於1角秒的指向穩定性。近地天體監測衛星每天最多拍攝288張影像，每次飛越都會將影像下載到加拿大地面站。

## 外部連結
- NEOSSat official website
- CSA NEOSSat website